# ТЕЦ Уорслі (SWCJV)
33°14′9″ пд. ш. 116°4′12″ сх. д. / 33.23583° пд. ш. 116.07000° сх. д.
ТЕЦ Уорслі (SWCJV) — теплова електростанція на заході Австралії, споруджена компанією South West Cogeneration Joint Venture's (SWCJV), засновниками якої виступили Verve Energy та Origin Energy.
У 2000 році на майданчику станції стала до ладу газова турбіна потужністю 116 МВт. Відпрацьовані нею гази живлять котел-утилізатор, який постачає технологічну пару алюмінієвому комбінату (можливо відзначити, що станцію SWCJV розмістили побіч з ТЕЦ самого металургійного комплексу).
Як паливо використовують природний газ, що надходить по трубопроводу Дампір – Банбері.
Для видалення продуктів згоряння призначений димар заввишки 55 метрів.
Видача електроенергії відбувається під напругою 132 кВ.